# Hermann von und zu Guttenberg
Hermann Freiherr von und zu Guttenberg (* 28. März 1816 in Würzburg; † 26. April 1882 ebenda) war ein bayerischer Gutsbesitzer und Politiker.

## Herkunft und Familie
Hermann Freiherr von und zu Guttenberg entstammte dem fränkischen Adelsgeschlecht Guttenberg und war der Besitzer der Güter Guttenberg und Weisendorf in Oberfranken sowie Schackau und Eckweisbach in der Rhön.
Am 8. Juni 1853 heiratete er in München Luise Prinzessin von Thurn und Taxis (1828–1916), mit der er folgende Kinder hatte:
- Theodor (1854–1904) ⚭ 1888 Maria Gräfin von Rottenhan (1860–1945)
- Therese (* 1855)
- Georg (1858–1935)
- Ludwig (* 1861)
- Sophie (* 1871) ⚭ 1894 Franz Freiherr von Mauchenheim gen. Bechtolsheim († 1902)

## Leben
Von 1833 bis 1837 studierte er in München Rechtswissenschaft und unternahm anschließend mehrere größere Auslandsreisen. Er unterstützte die Bestrebungen zur Förderung der bayerischen Landwirtschaft. 1867 war er Vorsitzender der Versammlung der Bayerischen Landwirte in Aschaffenburg.
Von 1863 bis 1868 war Hermann von und zu Guttenberg Mitglied der Bayerischen Kammer der Abgeordneten für den Wahlkreis Forchheim. 1868 wurde er Mitglied der Kammer der Bayerischen Reichsräte auf Lebenszeit.
Von 1868 bis 1870 gehörte er außerdem als Abgeordneter des Wahlkreises Unterfranken 2 (Kitzingen, Gerolzhofen, Ochsenfurt, Volkach) dem Zollparlament an.